# Гебер (лунный кратер)
Кратер Гебер (лат. Geber) — древний крупный ударный кратер в экваториальной материковой области видимой стороны Луны. Название присвоено в честь западноарабского математика и астронома Джабира ибн Афлаха (первая половина XII в.); утверждено Международным астрономическим союзом в 1935 г. Образование кратера относится к нектарскому периоду.

## Описание кратера
Ближайшими соседями кратера являются кратеры Эри и Аргеландер на западе-северо-западе, кратер Абу-ль-Фида на севере, кратер Аль-Мамун на северо-востоке, кратеры Сакробоско и Ферма на юго-востоке; кратер Ас-Суфи на юге-юго-западе, кратер Ибн Эзра на юго-западе, а также кратер Донати на западе-юго-западе. На северо-востоке от кратера находится цепочка кратеров Абу-ль-Фиды, далее к северо-востоку лежит Море Нектара, на юго-востоке находится уступ Алтай. Селенографические координаты центра кратера 19°28′ ю. ш. 13°51′ в. д. / 19,46° ю. ш. 13,85° в. д., диаметр 44,7 км, глубина 3,51 км.
Кратер имеет циркулярную форму с небольшими зубцами в северной и южной части, практически не разрушен. Внутренний склон вала имеет террасовидную структуру. К северо-западной части вала примыкает сателлитный кратер Гебер B (см. ниже). Средняя высота вала кратера над окружающей местностью 1070 м, объем кратера составляет приблизительно 1500 км³. Дно чаши кратера ровное, плоское, центральный пик отсутствует.

## Сателлитные кратеры

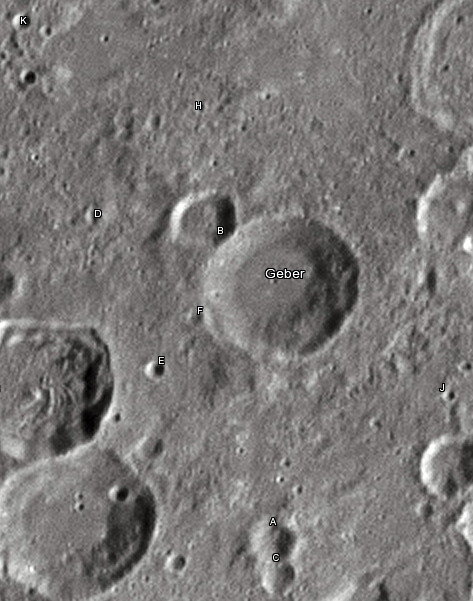
Снимок Девида Кемпбелла.

| Гебер | Координаты                                            | Диаметр, км |
| ----- | ----------------------------------------------------- | ----------- |
| A     | 21°50′ ю. ш. 14°42′ в. д. / 21,84° ю. ш. 14,7° в. д.  | 12,6        |
| B     | 19°02′ ю. ш. 12°55′ в. д. / 19,03° ю. ш. 12,91° в. д. | 18,0        |
| C     | 22°11′ ю. ш. 14°53′ в. д. / 22,18° ю. ш. 14,88° в. д. | 10,0        |
| D     | 19°15′ ю. ш. 11°50′ в. д. / 19,25° ю. ш. 11,84° в. д. | 4,5         |
| E     | 20°33′ ю. ш. 12°58′ в. д. / 20,55° ю. ш. 12,96° в. д. | 5,6         |
| F     | 19°58′ ю. ш. 13°09′ в. д. / 19,96° ю. ш. 13,15° в. д. | 4,8         |
| H     | 18°00′ ю. ш. 12°29′ в. д. / 18° ю. ш. 12,49° в. д.    | 2,9         |
| J     | 20°04′ ю. ш. 15°51′ в. д. / 20,06° ю. ш. 15,85° в. д. | 3,6         |
| K     | 17°38′ ю. ш. 10°33′ в. д. / 17,64° ю. ш. 10,55° в. д. | 5,1         |